# Ormenio
Ormenio (řecky: Ορμένιο, turecky: Çirmen, bulharsky: Черномен, romanizováno: Chernomen) je nejsevernějším místem v celém Řecku. Je součástí obecní jednotky Trigono v regionální jednotce Evros v Thrákii. Nachází se poblíž pravého břehu řeky Evros, která zde tvoří hranici s Bulharskem. Na druhé straně Evrosu, 6 km severně, leží bulharské město Svilengrad. Nejbližšími řeckými vesnicemi jsou Ptelea na jihovýchodě a Petrota na jihozápadě.

## Populace
| Rok  | Počet obyvatel |
| ---- | -------------- |
| 1871 | 990            |
| 1981 | 846            |
| 1991 | 967            |
| 2001 | 807            |
| 2011 | 557            |

## Významní místní
- Flavius Belisarius, slavný římský generál, který se narodil v Germenu, na místě, kde se nyní nachází Ormenio.